# Ja na imię niewidzialna mam
Ja na imię niewidzialna mam – debiutancki mini-album Zuzanny Jurczak wydany 11 października 2019 roku.

## Lista utworów
1. „Cząstka” – 4:10
2. „Siebie zapytasz” – 3:49
3. „Solo” – 2:34
4. „Idź” – 3:49
5. „Proszę pana” – 2:55
6. „Koronki” – 3:51
7. „Bez słów” – 3:08

## Pozycja na listach sprzedaży

### Pozycja na tygodniowych listach
| Kraj   | Lista (2020)                      | Najwyższa pozycja |
| ------ | --------------------------------- | ----------------- |
| Polska | Oficjalna Lista Sprzedaży – Winyl | 3                 |

## Certyfikaty
| Kraj          | Certyfikat         | Sprzedaż |
| ------------- | ------------------ | -------- |
| Polska (ZPAV) | 2× platynowa płyta | 60 000+  |